# Masarina parvula
Masarina parvula är en stekelart som beskrevs av Friedrich W. Gess 1997. Masarina parvula ingår i släktet Masarina och familjen Masaridae. Inga underarter finns listade i Catalogue of Life.